# Xanthophyllum reticulatum
Xanthophyllum reticulatum är en jungfrulinsväxtart som beskrevs av Chod.. Xanthophyllum reticulatum ingår i släktet Xanthophyllum och familjen jungfrulinsväxter. Inga underarter finns listade i Catalogue of Life.